# Campeonato Africano de Atletismo de 2018 - 100 m feminino
A prova dos 100 metros feminino do Campeonato Africano de Atletismo de 2018 foi disputada entre os dias 1 e 2 de agosto, no Estádio Stephen Keshi,  em  Asaba,  na Nigéria. 

## Recordes
Antes desta competição, os recordes mundiais e do campeonato nesta prova eram os seguintes:
|                       | Nome                     | Nacionalidade   | Tempo  | Local        | Data                |
| --------------------- | ------------------------ | --------------- | ------ | ------------ | ------------------- |
| Recorde mundial       | Florence Griffith Joyner | Estados Unidos  | 10s 49 | Indianápolis | 16 de julho de 1988 |
| Recorde do campeonato | Murielle Ahouré          | Costa do Marfim | 10s 99 | Durban       | 23 de junho de 2016 |
| Recorde africano      | Murielle Ahouré          | Costa do Marfim | 10s 78 | Montverde    | 11 de junho de 2016 |

## Medalhistas
| Ouro                     | Prata                | Bronze                |
| Marie-Josée Ta Lou (CIV) | Janet Amponsah (GHA) | Joy Udo-Gabriel (NGR) |

## Cronograma
Todos os horários são locais (UTC+1). 
| Data        | Hora  | Evento    |
| ----------- | ----- | --------- |
| 1 de agosto | 09:30 | Bateria   |
| 1 de agosto | 19:00 | Semifinal |
| 2 de agosto | 16:50 | Final     |

## Resultados

### Bateria
Qualificação: 3 atletas de cada bateria (Q) mais os 4 melhores qualificados (q).
Vento:
Bateria 1: +0.4 m/s, Bateria 2: 0.0 m/s, Bateria 3: -0.5 m/s, Bateria 4: -1.4 m/s
| Posição | Bateria | Atleta                   | Nacionalidade                  | Tempo | Notas |
| ------- | ------- | ------------------------ | ------------------------------ | ----- | ----- |
| 1       | 1       | Marie-Josée Ta Lou       | Costa do Marfim                | 11.25 | Q     |
| 2       | 4       | Bassant Hemida           | Egito                          | 11.60 | Q     |
| 3       | 1       | Janet Amponsah           | Gana                           | 11.63 | Q     |
| 4       | 3       | Joy Udo-Gabriel          | Nigéria                        | 11.64 | Q     |
| 5       | 4       | Mercy Ntia-Obong         | Nigéria                        | 11.66 | Q     |
| 6       | 3       | Gina Bass                | Gâmbia                         | 11.74 | Q     |
| 7       | 4       | Halutie Hor              | Gana                           | 11.77 | Q     |
| 8       | 3       | Natacha Ngoye Akamabi    | República do Congo             | 11.78 | Q     |
| 9       | 1       | Cassidy Williamson       | África do Sul                  | 11.79 | Q     |
| 9       | 3       | Tsaone Sebele            | Botswana                       | 11.79 | q     |
| 11      | 1       | Scovia Ayikoru           | Uganda                         | 11.88 | q     |
| 12      | 1       | Rhoda Njobvu             | Zâmbia                         | 11.90 | q     |
| 13      | 2       | Tebogo Mamathu           | África do Sul                  | 11.90 | Q     |
| 14      | 2       | Adeline Gouenon          | Costa do Marfim                | 11.91 | Q     |
| 15      | 1       | Germaine Abessolo Bivina | Camarões                       | 11.98 | q     |
| 16      | 1       | Hafsatu Kamara           | Serra Leoa                     | 12.03 |       |
| 17      | 4       | Jolene Jacobs            | Namíbia                        | 12.04 |       |
| 18      | 2       | Phumlile Ndzinisa        | Essuatíni                      | 12.05 | Q     |
| 19      | 4       | Loungo Matlhaku          | Botswana                       | 12.08 |       |
| 20      | 3       | Hellen Makumba           | Zâmbia                         | 12.11 |       |
| 21      | 1       | Ndeye Arame Toure        | Senegal                        | 12.14 |       |
| 22      | 2       | Emefa Juliette Bouley    | Togo                           | 12.15 |       |
| 23      | 3       | Irene Bell Bonong        | Camarões                       | 12.17 |       |
| 24      | 4       | Joan Cherono             | Quênia                         | 12.20 |       |
| 25      | 2       | Fatoumata Sakho          | Mali                           | 12.25 |       |
| 26      | 2       | Majory Chisanga          | Zâmbia                         | 12.26 |       |
| 27      | 3       | Freshia Wangari          | Quênia                         | 12.33 |       |
| 28      | 2       | Amy Tall Ndeye           | Senegal                        | 12.44 |       |
| 29      | 4       | Suzanne Toti             | Costa do Marfim                | 12.45 |       |
| 30      | 3       | Worke Kumalo             | Etiópia                        | 12.96 |       |
| 30      | 4       | Meseret Gudura           | Etiópia                        | 12.96 |       |
| 31      | 2       | Fatuma Lukundula         | República Democrática do Congo | DNS   |       |

### Semifinal
Qualificação: 3 atletas de cada bateria  (Q) mais os  2 melhores qualificados (q). 
Vento:
Bateria 1: -0.9 m/s, Bateria 2: -2.4 m/s
| Posição | Bateria | Atleta                   | Nacionalidade      | Tempo | Notas |
| ------- | ------- | ------------------------ | ------------------ | ----- | ----- |
| 1       | 1       | Marie-Josée Ta Lou       | Costa do Marfim    | 11.26 | Q     |
| 2       | 1       | Tebogo Mamathu           | África do Sul      | 11.54 | Q     |
| 3       | 1       | Halutie Hor              | Gana               | 11.61 | Q     |
| 4       | 2       | Joy Udo-Gabriel          | Nigéria            | 11.68 | Q     |
| 5       | 2       | Janet Amponsah           | Gana               | 11.68 | Q     |
| 6       | 1       | Tsaone Sebele            | Botswana           | 11.75 | q     |
| 7       | 1       | Mercy Ntia-Obong         | Nigéria            | 11.77 | q     |
| 8       | 1       | Bassant Hemida           | Egito              | 11.86 |       |
| 9       | 2       | Gina Bass                | Gâmbia             | 11.90 | Q     |
| 10      | 2       | Cassidy Williamson       | África do Sul      | 11.91 |       |
| 11      | 2       | Adeline Gouenon          | Costa do Marfim    | 11.92 |       |
| 12      | 2       | Scovia Ayikoru           | Uganda             | 11.93 |       |
| 13      | 2       | Natacha Ngoye Akamabi    | República do Congo | 11.97 |       |
| 14      | 2       | Rhoda Njobvu             | Zâmbia             | 12.09 |       |
| 15      | 1       | Phumlile Ndzinisa        | Essuatíni          | 12.10 |       |
| 16      | 1       | Germaine Abessolo Bivina | Camarões           | 12.10 |       |

### Final
Vento: -2.3 m/s
| Posição           | Raia | Atleta             | Nacionalidade   | Tempo | Notas |
| ----------------- | ---- | ------------------ | --------------- | ----- | ----- |
| Medalha de ouro   | 4    | Marie-Josée Ta Lou | Costa do Marfim | 11.15 |       |
| Medalha de prata  | 3    | Janet Amponsah     | Gana            | 11.54 |       |
| Medalha de bronze | 5    | Joy Udo-Gabriel    | Nigéria         | 11.58 |       |
| 4                 | 7    | Halutie Hor        | Gana            | 11.64 |       |
| 5                 | 2    | Mercy Ntia-Obong   | Nigéria         | 11.69 |       |
| 6                 | 6    | Tebogo Mamathu     | África do Sul   | 11.73 |       |
| 7                 | 1    | Tsaone Sebele      | Botswana        | 11.83 |       |
| 8                 | 8    | Gina Bass          | Gâmbia          | 11.85 |       |

Legenda
| Recorde mundial       | Recorde mundial (World record)               |                       | Recorde africano                      | Recorde africano (African) |                                           | Q | Classificado por posição (Qualified) |
| Recorde do campeonato | Recorde do campeonato (Championship record)  | Recorde da América    | Recorde da América (Americas)         | q                          | Classificado por melhor tempo (Qualified) |   |                                      |
| Melhor marca do ano   | Melhor marca do ano (World leading)          | Recorde asiático      | Recorde asiático (Asian)              | DNS                        | Não largou (Did not start)                |   |                                      |
| Recorde nacional      | Recorde nacional (National record)           | Recorde europeu       | Recorde europeu (European)            | DNF                        | Não terminou (Did not finish)             |   |                                      |
| Recorde pessoal       | Recorde pessoal do atleta (Personal best)    | Recorde da Oceania    | Recorde da Oceania (Oceania)          | DSQ / DQ                   | Desclassificado (Disqualified)            |   |                                      |
| Recorde da temporada  | Recorde da temporada do atleta (Season best) | Recorde sul-americano | Recorde sul-americano (South America) | NM                         | Sem marca (No mark)                       |   |                                      |